# 414年
| 千纪： | 1千纪 |
| 世纪： | 4世纪 \| 5世纪 \| 6世纪 |
| 年代： | 380年代 \| 390年代 \| 400年代 \| 410年代 \| 420年代 \| 430年代 \| 440年代                                                                    |
| 年份： | 409年 \| 410年 \| 411年 \| 412年 \| 413年 \| 414年 \| 415年 \| 416年 \| 417年 \| 418年 \| 419年                                              |
| 纪年： | 甲寅年（虎年）；东晋义熙十年；后秦弘始十六年；北魏神瑞元年；北凉玄始三年；西涼建初十年；北燕太平六年；夏凤翔二年；南凉嘉平七年；西秦永康三年 |

## 大事记
- 中国
  - 西秦灭南凉。
- 其他
  - 好太王碑立。

## 逝世
- 僧肇，东晋佛教学者（384年出生，30岁）